# Ivo Reis Montenegro
Ivo Reis Montenegro (São José, 6 de janeiro de 1918) é um economista e político brasileiro.

## Vida
Filho de Felsiberto Elísio de Lemos Montenegro e de Laura da Luz Montenegro. Casou com Zuleima Rovere Montenegro.

## Carreira
Foi deputado à Assembleia Legislativa de Santa Catarina na 4ª legislatura (1959 — 1963) e na 5ª legislatura (1963 — 1967), eleito pela Partido Social Democrático (PSD), e na 6ª legislatura (1967 — 1971), eleito pela Aliança Renovadora Nacional (ARENA).